# Cadillac Provoq

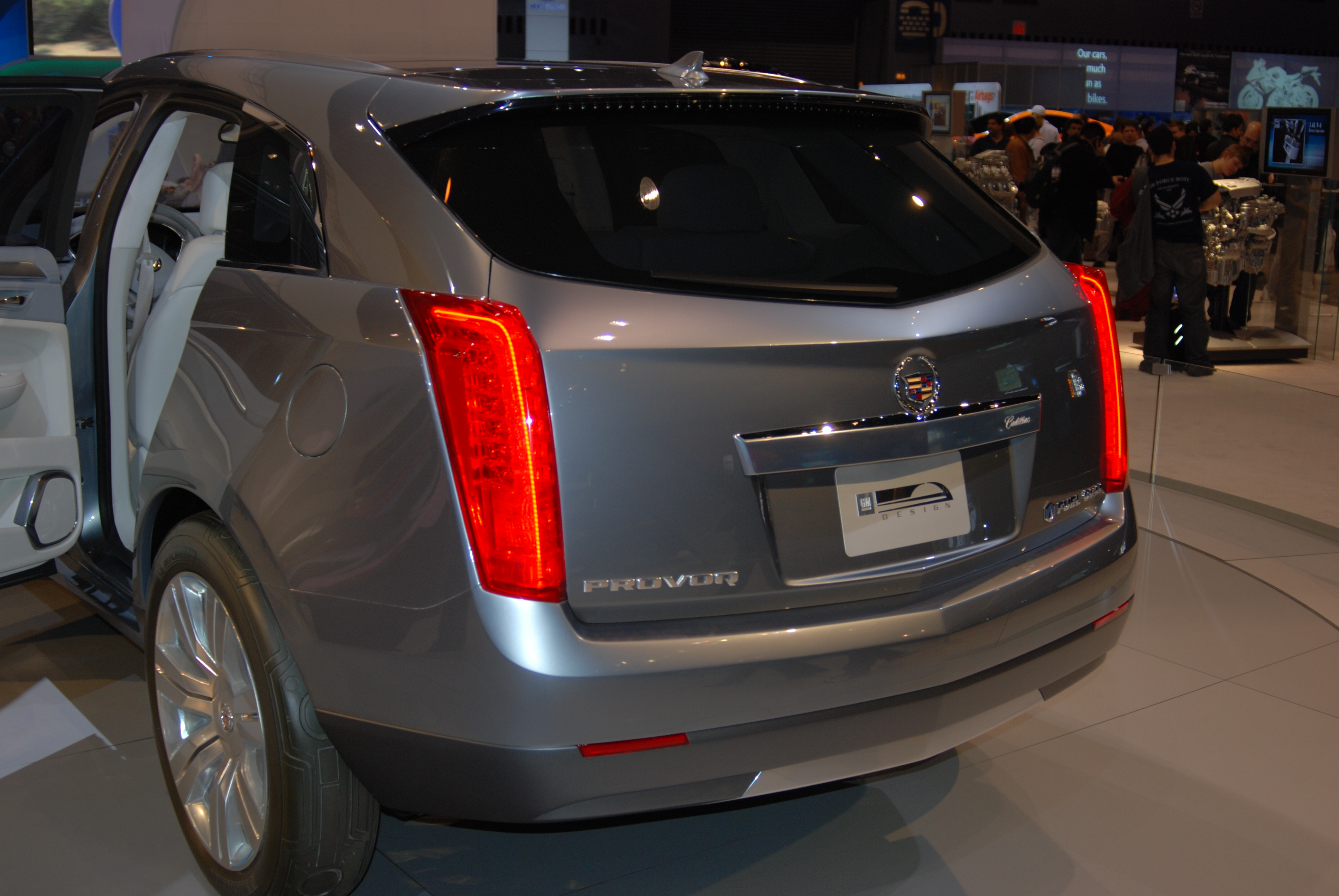
Вид сзади

Cadillac Provoq — концептуальный кроссовер класса люкс, представленный 8 января 2008 года корпорацией General Motors на выставке Consumer Electronics Show 2008 в Лас-Вегасе, штат Невада. Он оснащён подключаемой гибридной системой, впервые продемонстрированной на Chevrolet Volt. Для увеличения запаса хода водородный топливный элемент может заряжать литий-ионный аккумулятор, а солнечная панель может питать бортовые аксессуары, такие как внутреннее освещение и аудиосистема. Cadillac Provoq основан на платформе Chevrolet Volt.
Серийный автомобиль базировался на платформе GM Theta, на которой также базировался Saab 9-4X. Provoq должен был заменить SRX, названный BRX, однако Cadillac сохранил шильдик SRX для нового автомобиля.
Cadillac Provoq оснащён одним электродвигателем мощностью 70 кВт на передних колёсах и двумя электродвигателями мощностью 40 кВт на задних колёсах. Запас хода — 450 км.